# Au (format de fitxer)
El format d'arxiu Au és un format d'arxiu d'àudio introduït per Sun Microsystems. El format va ser comú en sistemes NeXT i en pàgines antigues d'internet. Originalment no tenia encapçalat, sent codificada en dades µ-law de 8 bits a una freqüència de mostreig de 8000 Hz. El maquinari d'altres fabricants usaven freqüències de mostreig majors a 8192 Hz, comunament múltiples sencers dels senyals de rellotge de video. Els arxius més nous tenen un encapçalat de sis paraules de 32 bits sense signe, una porció d'informació addicional i després segueixen les dades.
Encara que ara el format suporta moltes codificacions d'àudio, roman associat amb la codificació logarítmica µ-law. Aquesta codificació va ser originària del maquinari de la SPARC station 1, on SunOS i utilitzava la codificació en aplicacions a través de la interfície /dev/àudio. Aquesta codificació i la interfície estaven de facto en el so estàndard d'Unix.

## Nou Format
Tots els camps s'emmagatzemen en format big-endian, incloent les dades de la mostra.

| Paraules de 32 bits (sense signe) | camp                   | Descripció/Contingut. Nombres Hexadecimal en notació de C |
| --------------------------------- | ---------------------- | --- |
| 0                                 | Nombre màgic           | el valor 0x2e736e64 (quatre caràcters ASCII ".snd") |
| 1                                 | desplaçament de dades  | El desplaçament a les dades en bytes. El nombre mínim vàlid és 24 (decimal), ja que aquesta és la longitud de la capçalera (sis paraules de 32 bits) sense espai reservat per a la informació addicional |
| 2                                 | mida de les dades      | Mida de les dades en bytes. Si desconeix el valor 0xffffffff hauria de ser usat. |
| 3                                 | Codificació            | Format de codificació de dades: - 1 = 8 bits G.711 μ-law - 2 = 8 bits PCM lineal - 3 = 16 bits PCM lineal - 4 = 24 bits PCM lineal - 5 = 32 bits PCM lineal - 6 = 32 bits de punt flotant IEEE - 7 = 64 bits de punt flotant IEEE - 8 = dades de la mostra fragmentats - 9 = programa de DSP - Punt fix 10 = 8 bits - Punt fix 11 = 16 bits - Punt fix 12 = 24 bits - Punt fix 13 = 32 bits - 18 = lineal de 16 bits amb èmfasi - 19 = 16 bits lineals comprimit - Lineal 20 = 16 bits amb èmfasi i de compressió - 21 = Música ordres kit DSP - 23 = 4 bits XDSI o-law comprimit utilitzant l'esquema de codificació de dades de veu UIT-T G.721 ADPCM - 24 = UIT-T G.722 ADPCM - 25 = UIT-T G.723 3 bits ADPCM - 26 = UIT-T G.723 5 bits ADPCM - 27 = 8 bits G.711 A-law |
| 4                                 | Freqüència de mostreig | el nombre de mostres / segon, per exemple, 8000 |
| 5                                 | Canals                 | el nombre de canals intercalats, per exemple, 1 per mono, 2 per a estèreo; més canals possibles, però no pot ser recolzat per tots els lectors. |

El tipus de codificació depèn del valor del camp "encoding" (paraula 3 de la capçalera). Formats de 2 a 7 són lineals sense comprimir modulació per impulsos codificats | PCM, per tant, tècnicament sense pèrdua (encara que no necessàriament lliure d'error de quantificació, especialment en forma de 8 bits). Formats 1 i 27 són algoritme de llei μ | μ-llei i la llei A, respectivament, tots dos compansión representacions logarítmiques de PCM, i podria dir-se que amb pèrdua, ja que empacar el que seria gairebé 16 bits de rang dinàmic en 8 bits de dades codificades, tot i que això s'aconsegueix per una resposta dinàmica alterada i no hi ha dades és en realitat "rebutjat". Formats de 23 a 26 són ADPCM, que és una forma primerenca de compressió amb pèrdua, generalment, però no sempre amb 4 bits de dades codificades per mostra d'àudio (per 4: 1 eficiència amb l'entrada de 16 bits, o 2: 1 amb 8 bits; equivalent a ara la codificació amb qualitat de CD MP3 a un ritme 352kbit utilitzant un codificador de baixa qualitat). Diversos dels altres són de processament de senyals digitals | comandaments o dades DSP, dissenyats per ser processats pel NeXT Music Kit programari.
Nota: els formats PCM semblen estar codificat com dades signades (en oposició al fet que sense signe).
Seguint l'estructura de capçalera és un camp d'anotació de longitud variable. El contingut d'aquest camp es troben actualment indefinit, llevat que la seva longitud ha de ser un múltiple diferent de zero de vuit bytes i han d'acabar amb almenys un byte nul (zero). El segment de dades d'àudio comença en un límit de vuit bytes immediatament després del camp d'anotació. Les dades d'àudio es codifica en el format identificat per la capçalera de l'arxiu. La implementació actual només és compatible amb un sol segment de dades d'àudio per arxiu. El camp d'anotació de longitud variable és actualment ignorat per la majoria d'aplicacions d'àudio.